# Majeur (bière)
Pour les articles homonymes, voir Majeur.
 (septembre 2020).
La Majeur est une bière belge du groupe Colruyt lancée à l'été 2020. 
Elle est souvent surnommée « la grande sœur de la Cara Pils », boisson du même groupe au degré d'alcool moins élevé. Le Majeur se décline en deux variantes, blond et rouge.

## Description
Le majeur blond contient 8,5% d'alcool et est produit à partir d'eau, de malt d'orge, de sirop de glucose et de houblon. Le taux d'alcool du majeur rouge s'élève, lui, à 7,5 %. Il est brassé à partir de sucre, d'édulcorant, de malt d'orge et contient 1,5 % de jus de cerise à base de concentré. Cette deuxième bière est donc une bière fruitée forte.
Le majeur provient d'une brasserie inconnue. Il est conseillé de conserver cette bière à l'abri de la lumière et de la chaleur. Le majeur se vend uniquement en canettes de 33 cl.

## Approche linguistique
Bien que « une Majeur » soit la contraction correcte de « une bière Majeur », l'usage néolouvaniste veut que l'on dise « un Majeur ». Cet usage est déduit du nom blond et rouge des deux variantes de la bière, tous deux adjectifs accordés au masculin. Cette approche linguistique a été découverte par le Kot Oxfam, kot-à-projet de Louvain-la-Neuve.